# Онтишан
Онтишан (фр. Antichan) насеље је и општина у јужној Француској у региону Миди Пирене, у департману Горњи Пиринеји која припада префектури Бањер де Бигор.
По подацима из 2011. године у општини је живело 39 становника, а густина насељености је износила 32,77 становника/km². Општина се простире на површини од 1,19 km². Налази се на средњој надморској висини од 633 метара (максималној 648 m, а минималној 493 m).

## Демографија
| 1962. | 1968. | 1975. | 1982. | 1990. | 1999. | 2011. |
| ----- | ----- | ----- | ----- | ----- | ----- | ----- |
| 42    | 50    | 41    | 31    | 21    | 27    | 39    |

График промене броја становника у току последњих година